# ماري هنتر أوستن
ماري هنتر أوستن (بالإنجليزية: Mary Hunter Austin)‏ (9 سبتمبر 1868، كارلينفيل في الولايات المتحدة - 13 أغسطس 1934، سانتا فيه في الولايات المتحدة)؛ شاعرة وروائية أمريكية.

## روابط خارجية
- ماري هنتر أوستن على موقع الموسوعة البريطانية (الإنجليزية)
- ماري هنتر أوستن على موقع قاعدة بيانات برودواي على الإنترنت (الإنجليزية)
- ماري هنتر أوستن على موقع إن إن دي بي (الإنجليزية)